# Церовець-при-Требелнем
Церовець-при-Требелнем (словен. Cerovec pri Trebelnem) — поселення в общині Мокроног-Требелно, регіон Південно-Східна Словенія, Словенія.